# Wubrist Aschal
Wubrist Aschal (10 marzo 2005) è una mezzofondista etiope.

## Biografia
Nel 2024 ha vinto la medaglia d'argento nei 5000 m piani ai campionati africani.

## Palmarès
| Anno | Manifestazione      | Sede   | Evento       | Risultato | Prestazione | Note |
| ---- | ------------------- | ------ | ------------ | --------- | ----------- | ---- |
| 2023 | Africani U20        | Ndola  | 1500 m piani | Oro       | 4'37"78     |      |
| 2023 | Africani U20        | Ndola  | 5000 m piani | Oro       | 16'43"37    |      |
| 2024 | Campionati africani | Douala | 5000 m piani | Argento   | 15'30"25    |      |

## Campionati nazionali
2022
- Bronzo ai campionati etiopi, 1500 m piani - 4'11"6
- Bronzo ai campionati etiopi juniores, 3000 m piani - 9'10"1
- Argento ai campionati etiopi juniores, 1500 m piani - 4'13"8

## Altre competizioni internazionali
2024
- 4ª allo Shanghai Golden Grand Prix ( Suzhou), 5000 m piani - 14'37"28
- 9ª ai Bislett Games ( Oslo), 3000 m piani - 8'33"65